# Jean Renaud
Jean Renaud (1947) es el director del departamento de estudios nórdicos, y profesor de lengua, literatura y estudios escandinavos de la Universidad de Caen, Francia; también es director de la oficina de cooperación franco-noruega en la misma universidad.
Combinó sus estudios de inglés y lenguas escandinavas en la Universidad de Caen. Su tesis, defendida en la Sorbona en 1984, se publicó en Alemania bajo el título Archipels norrois (Archipiélagos nórdicos) para ediciones Kümmerle. Después de enseñar noruego en Shetland (1968-1969) y francés en Dinamarca (1971-1975), fue, hasta 2010, profesor de lengua, literatura y civilización escandinava en la Universidad de Caen, donde dirigió el departamento de estudios nórdicos y las oficina de cooperación franco-noruega (OFNEC). También fue director de proyecto para las lenguas escandinavas a la Inspección General de Educación Nacional (Inspection Générale de l'Education Nationale, 2001-2004). Autor de numerosos artículos, ha producido un doble juego de vocabularios y los libros de texto de lengua escandinava con la editora Ophrys y escrito quince libros sobre temática vikinga.
También ayuda a crear conciencia de la literatura escandinava en Francia por sus traducciones del danés, feroés, islandés, noruego y sueco, de más de treinta novelas, obras de teatro, sagas islandesas, colecciones de cuentos populares y libros para niños y adolescentes.
Jean Renaud pertenece al comité científico de publicaciones como Histoire et images médiévales y Nordiques, y es miembro de la Asociación de Traductores Literarios de Francia (ATLF). 

## Publicaciones

### Vikingos
- Archipels norrois. Orcades, Shetland et Hébrides dans le monde viking, Kümmerle Verlag, Göppingen, 1988 ISBN 3-87452-713-1
- Les Vikings et la Normandie, Ouest-France, Rennes, (1989) ISBN 2-7373-0258-7
- Les Vikings et les Celtes, Ouest-France, Rennes, 1992 ISBN 2-7373-0901-8
- Les Dieux des Vikings, Ouest-France, Rennes, 1996 ISBN 2-7373-1468-2
- Les Vikings en France, Ouest-France, 1999 ISBN 2-7373-2617-6
- Les Vikings de la Charente à l'assaut de l'Aquitaine, Princi Negue, Pau, 2002 ISBN 2-8461-086-5
- Les Vikings. Conquérants dans l'âme, Histoire Médiévale, Hors Série n°4, 2003 ISSN 6397 1294 6397
- Rollon chef Viking, Ouest-France, Rennes, 2006 ISBN 2 7373 3359 2
- La Normandie des Vikings, éditions OREP, 2006 ISBN 978-2-915762-06-8
- Les Vikings et les patois de Normandie et des îles anglo-normandes, éditions OREP, 2008 ISBN 978-2-915762-52-5
- Les îles de Vendée face aux Vikings, L'Etrave, Verrières, 2008 ISBN 978-2-909599-88-5
- Odin et Thor, Dieux des Vikings, en coll. avec Alexis Charniguet, Larousse, París, 2008, ISBN 978-2-03-583674-8
- Vikings et noms de lieux de Normandie. Dictionnaire des toponymes d'origine scandinave en Normandie, éditions OREP, 2009 ISBN 978-2-915762-89-1
- Sur les traces des Vikings en France, Ouest-France, Rennes, 2010 ISBN 978-2-7373-4896-9
- La Tapisserie de Rollon, éditions OREP, 2011 ISBN 978-2-815100-69-4

#### Artículos
- "Shetland et Orcades, premiers jalons de l'expansion scandinave vers l'ouest", in Cahiers du Centre de Recherches sur les Pays du Nord et du Nord-Ouest, vol. 1, Université de Caen, 1978
- "Shetland, Orcades, Hébrides : scandinaves ou celtiques?", in Études Germaniques, n° 168, París, 1987 ISSN 0014-2115
- "Les inscriptions runiques de Maeshowe", in Heimdal, n° 43, Bayeux, 1987 ISSN 0336-30X
- "Scandinaves + Celtes = Islandais", in Archipels, vents et amers, Artus, n° 25-26, Nantes 1987. ISSN 0181-1835
- "Les Vikings dans les archipels écossais", in Les Mondes Normands (VIIIe-XIIe siècles). Actes du 2ème congrès international d'archéologie médiévale (1987), Caen, 1989
- "Normandie, terre des Vikings", in Moderna Språk, n° 2, Göteborg, 1993 ISSN 0026-8577
- "Les Vikings en Normandie", in Bulletin de l'Association "Montivilliers, hier, aujourd'hui, demain", Montivilliers, 1993 ; repris sous le titre "Les Vikings et la Normandie", in Une amitié millénaire. Les relations entre la France et la Suède à travers les âges, Beauchesne, París, 1993 ISBN 2-7010-1281-3
- "Quand l'île de Ré était aux Vikings", in Bulletin de l'Association des Amis de l'île de Ré, n° 8, Saint-Martin-de-Ré, 1995
- "L'héritage maritime norrois", in Mélanges René Lepelley, Cahier des Annales de Normandie, n° 26, Caen, 1995
- "Le mythe du Viking chez les Normands", in Études Germaniques, n° 200, París, 1995 ISSN 0014-2115 ; repris dans Passions boréales. Regards français sur la Norvège, Presses Universitaires de Caen, 2000 ISBN 2-84133-112-1
- "Les rapports entre jarls orcadiens et rois norvégiens à la lumière de l'Orkneyinga saga, in Sagas and the Norwegian Experience, 10th International Saga Conference (1987), Senter for Middelalderstudier, Trondheim, 1997
- "Le Tingland. L'emplacement d'un þing en Normandie ?" (en coll. avec Elisabeth Ridel), in Nouvelle Revue d'Onomastique, n° 35-36, París, 2000 ISSN 0755-7752
- "Les Vikings et l'esprit normand", in Le secret d'Odin. Mélanges offerts à Régis Boyer, Presses Universitaires de Nancy, 2001 ISBN 2-86480-856-0
- "La mer et les bateaux dans les sagas", in L’héritage maritime des Vikings en Europe de l’Ouest, Actes du Colloque International de La Hague (1999), Presses Universitaires de Caen, 2002 ISBN 2-84133-142-3
- "Les Vikings en Aquitaine" & "Les Vikings dans le Midi", in Les Vikings en France, une synthèse inédite, Dossiers d'Archéologie, n° 277, Dijon, 2002, ISSN 1141-7137
- "L'or et le sang", in Les Temps Médiévaux, n° 4, Nice, 2002 ISSN 1633-0285
- "Les Vikings en France", in Scandinavie, Les dossiers de Clio, París, 2003
- "La toponymie normanique : reflet d’une colonisation", in La progression des Vikings, des raids à la colonisation, Cahiers du GRHIS, n° 14, Publications de l’Université de Rouen, 2003
- "Hasting en Méditerranée : de l’histoire à la légende", in La violence au Moyen Âge, Les Temps Médiévaux, n° 15, Nice, 2004 ISSN 1633-0285
- "Et ils fondèrent la Normandie", in L’Europe des Vikings, catalogue d’exposition, Centre culturel Abbaye de Daoulas / Hoëbeke, 2004 ISBN 2-84230-202-8
- "Les pratiques religieuses des Vikings", in Histoire Médiévale, n° 58, Apt, 2004 ISSN 1294-6397
- "Le prétendu Rollon et la Normandie", in Les Vikings, premiers Européens, VIIIe-XIe siècle, Autrement, París, 2005 ISBN 2-7467-0736-5
- "Opérations commando en Francie occidentale", in L'épopée des Normands, Historia, n° 103, París, 2006 ISSN 0018-2281
- "La principauté des Orcades" & "Les Vikings danois dans le Bessin", in Vikings et Normands. Fondateurs d’États, Histoire et images médiévales, n° 8, Apt, 2007, ISSN 1779-059X
- "Vikings et contestataires : l’image des sagas", in Images de la contestation du pouvoir dans le monde normand, Xe-XVIIIe siècles. Actes du colloque international de Cerisy-la-Salle, 2004, Presses Universitaires de Caen, 2007 ISBN 978-2-84133-272-4
- "The Duchy of Normandy", in The Viking World, Routledge, Londres et New York, 2008 ISBN 978-0-415-33315-6
- "Des Vikings et des Ases", in Mémoire viking, Histoire et images médiévales, n° 19, Apt, 2010 ISSN 1779-059X
- "Les Vikings : des démocrates avant l’heure ?", in Les Vikings, Historia, n° 742, 2010 ISSN 0018-2281

### Idiomas
Obras
- Vocabulaire danois, Ophrys, Gap, 1992 ISBN 2-7080-0639-8
- Vocabulaire norvégien, Ophrys, Gap, 1993 ISBN 2-7080-0685-9
- Vocabulaire islandais, en coll. avec Steinunn Le Breton, Ophrys, Gap, 1996 ISBN 2-7080-0823-4
- Vocabulaire hongrois, en coll. avec Jean-Michel Brohée, Ophrys, Gap, 2001 ISBN 2-7080-1000-X
- Vocabulaire suédois, en coll. avec Annelie Jarl, Ophrys, Gap, 2002 ISBN 2-7080-1029-8

- Le norvégien en vingt leçons, en coll. avec Jon Buscall, Ophrys, Gap, 1996 ISBN 2-7080-0817-X
- Le danois en vingt leçons, en coll. avec Søren Væver, Ophrys, Gap, 1997 ISBN 2-7080-0860-9
- Le suédois en vingt leçons, en coll. avec Lena Poggi, Ophrys, Gap, 1998 ISBN 2-7080-0888-9

- Le patois rétais, CPE, Romorantin, 2012 ISBN 978-2-84503-940-7

Artículos
- "La mort d'une langue scandinave : le norn", in Cahiers du Centre de Recherches sur les Pays du Nord et du Nord-Ouest, vol. 1, Université de Caen, 1978
- "N.d.T.", in Traduire du scandinave. Réflexions et témoignages, Études Germaniques, París, 2001, ISSN 0014-2115
- "Le patois de l'île de Ré", in Mélanges offerts à  Hans Lindbäck à l’occasion de ses soixante-dix ans, Åbo Akademi, Turku, 2004 ISBN 952-12-1316-7 ; repris dans AIR, Amis de l’île de Ré, bulletin n° 97, 2005
- "Er det muligt at oversætte fra dansk til fransk ?", in Fra det ene sprog til det andet. Modersmål-Selskabets Årbog, Vandkunsten, Copenhague, 2008 ISBN 978-87-7695-106-1
- "Dansk i Frankrig eller… når franskmænd lærer dansk", in Dansk i verden. Modersmål-Selskabets Årbog, Vandkunsten, Copenhague, 2009 ISBN 978-87-7695-151-1

### Literatura y civilización
Obras
- Linnées boréales. Recueil de nouvelles nordiques, dir. Jean Renaud, Presses Universitaires de Caen, 2001. ISBN 2-84133-162-8
- Au fil du temps. Témoignages de 50 ans d'études nordiques à l'Université de Caen, dir. Jean Renaud, Presses Universitaires de Caen, 2006.  ISBN 2-84133-290-X
- L'identité : une question de langue ? Actes du colloque international organisé les 2-4 novembre 2006 à Caen, dir. Jean Renaud, Presses Universitaires de Caen, 2008.  ISBN 978-2-84133-311-0

Artículos
- "Le monde fantastique des Shetland", in Heimdal, n° 40, Bayeux, 1985 ISSN 0336-30X ; repris sous le titre "Le peuple surnaturel des Shetland", in Ecosse, blanches terres, Artus, n° 25-26, Nantes, 1987 ISSN 0181-1835
- "Up-Helly-Aa", in Heimdal, n° 41, Bayeux, 1986 ISSN 0336-30X ; repris (en français et en anglais) dans Le Feu, Total Information, n° 107, 1988 ISSN 0152-6189  et Fire, Total Information, n° 107, 1988  ISSN 0245-6357
- "La littérature danoise pour l'enfance et la jeunesse", in Lettres danoises, Journal publié par la Fondation "Danmark-Frankrig", Copenhague, 1987 ISSN 0903-4374
- "L'attachement à la terre chez Knud Sørensen", in Les valeurs de la terre dans la littérature scandinave moderne, Germanica, n° 4, Presses Universitaires de Lille, 1988
- "Jess Ørnsbo, ou le modernisme à outrance", in Le modernisme dans les littératures scandinaves, Germanica, n° 12, Presses Universitaires de Lille, 1993
- "A World of Dream and Magic", in Danish Literary Magazine, n° 5, Copenhague, 1993
- "Eroticism in the Saga of Bósi", in Litteratur og kjønn i Norden, Actes du colloque international de l’IASS à Reykjavík (1994), Háskólaútgáfan, Reykjavík, 1996 ISBN 9979-54-124-5
- "William Heinesen, chantre des Féroé", in Littérature du Danemark, Europe, n° 810, 1996 ISSN 0014-2751
- "De l'histoire au roman : l'expérience danoise", in Le roman historique dans les pays scandinaves au XXe siècle, Germanica, n° 23, Presses Universitaires de Lille, 1998
- "Goðsögnin um Baldur í meðförum Saxa málspaka", in Heiðin minni. Greinar um fornar bókmenntir, Heimskringla, Reykjavík, 1999 ISBN 9979-3-1844-9
- "La littérature pour enfants au Danemark", in L'Europe dans tous ses États. Au pays de la petite Sirène, Bibliothèque Municipale de Caen, 1999
- "Evald Tang Kristensen, ou le conte à l’état pur", in Génie conteur du Nord (de l’Islande à l’Estonie), Rencontres d’Aubrac (1999),  Fil d’Ariane, 2002 ISBN 2-912470-29-3
- "Contes et sagas", in Tirelivre, n° 9, Bibliothèque Municipale de Caen, 2004
- "Le mythe de Tyr, essai d’interprétation psychanalytique", in Mythe et mythologie du Nord ancien, Europe, París, 2006 ISSN 0014-2751
- "Lut(e)fisk et seuche moîtrèïe", in L’identité : une question de langue ?, Presses Universitaires de Caen, 2008 ISBN 978-2-84133-311-0
- "De l’usage littéraire de la Tapisserie de Bayeux par trois auteurs danois", in La Tapisserie de Bayeux : une chronique des temps vikings ?, Actes du colloque international de Bayeux (2007), Point de vues, Bonsecours, 2009 ISBN 978-2-915548-21-1
- "L’Islande dans Voyage au centre de la tere de Jules Verne", in Courrier d'Islande, numéros de juillet et d'automne, Association France-Islande, París, 2009
- "L’érotisme dans la saga de Bósi et Herrauðr", in Courrier d'Islande, numéros de juillet et d'octobre, Association France-Islande, París, 2010

### Colaboraciones y noticias
- Grande Encyclopédie, Librairie Larousse, París ISBN 2-03-000900-8

"Pär Lagerkvist", "Selma Lagerlöf", in vol. 11, 1974 ;
"Halldór Kiljan Laxness", in vol. 12, 1974 ;
"Martin Andersen Nexø", in vol. 14, 1975 ;
"Henrik Pontoppidan", in vol. 16, 1975 ;
"Les sagas", "Les littératures scandinaves", in vol. 17, 1976 ;
"Snorri Sturluson", "August Strindberg", in vol. 18, 1976 ;
"Sigrid Undset", "Tarjei Vesås", in vol. 20, 1976 ;
"Les littératures scandinaves (de 1970 à 1980)", in Supplément n°1, 1981
- Caractères, FACL, Caen ISSN 0992-7115

"La littérature islandaise", "La littérature danoise", in n° 6, 1991
- Les Boréales de Normandie, Livrets de présentation du Festival d'art et de littérature nordiques, Caen

"Svend Åge Madsen", "Kirsten Thorup", "Hanne Marie Svendsen", in n° 1, 1992 ;
"Lars Bo", in n° 2, 1993 ;
"Dorrit Willumsen", in n° 3, 1994 ;
"Jørn Riel", in n° 4, 1995 ;
"Peter Madsen", in n° 5, 1996
- Polars du Nord. Une anthologie, Le Bois Debout, Caen 1997 ISBN 2-912600-00-6

"Flemming Jarlskov"
- Patrimoine littéraire européen, Anthologie en langue française, De Boeck Université, Namur ISSN 0779-4673

"Saxo Grammaticus", "Les ballades danoises", in vol. 4b, 1993 ;
"Steen Steensen Blicher", in vol. 11a, 1999 ;
"Jens Peter Jacobsen", in vol. 11b, 1999 ;
"Herman Bang, in vol. 12, 2000
- Patrimoine littéraire : Auteurs européens du premier XXe siècle, Anthologie en langue française, De Boeck Université, Namur ISSN 0779-4673

"Johannes V. Jensen", "Martin Andersen Nexø", in vol. 2, 2002
- Dictionnaire des Auteurs Européens, Hachette, París ISBN 2-01.166687.2

"William Heinesen", "Les sagas islandaises"

### Traducciones
del islandés
- La saga des Féroïens, Aubier-Montaigne, París, 1983 ISBN 2-70007-0304-9
- La saga des Orcadiens, Aubier, París, 1990 ISBN 2-70007-1642-9
- La saga de Bósi et Herrauðr, AssorBD, Saint-Martin-du-Bec, 1993 ISBN 2-9502410-4-2
- La saga des gens du Vápnafjörðr & La saga de Þorðr l'impétueux, Belles Lettres, París, 2003 ISBN 2-251-07101-6
- La saga de Ragnarr aux Braies velues, Le dit de Ragnarr et de ses fils & Le chant de Kráka, Anacharsis, Toulouse, 2005 ISBN 2-914777-23-X

- La géante dans la barque de pierre et autres contes d'Islande, collectés par Jón Árnason, en coll. avec Ásdís Magnúsdóttir, José Corti, París, 2003 ISBN 2-7143-0827-9
- Contes d'Islande, en coll. avec Ásdís Magnúsdóttir, L'École des Loisirs, París, 2005 ISBN 2-9211-08121-5
- "Ketilridur", in Au fil des contes, Milán, Toulouse, 2006 ISBN 978-2-7459-2292-2

- Jónina Leósdóttir, "M'aime – m'aime pas”, in Pays Nordiques. Nouvelles, Reflets d'ailleurs, Clermont-Ferrand, 2011 ISBN 978-2-918593-18-8

del feroés
- Hanus Kamban Andreassen, "A l'abri de tes ailes", in Voyage en Septentrion. Nouvelles nouvelles, París, 1991 ISBN 978-2-07-074336-7
- Marjun Syderbø Kjelnæs, "Ecrire dans le sable", in Pays Nordiques. Nouvelles, Reflets d'ailleurs, Clermont-Ferrand, 2011 ISBN 978-2-918593-18-8

del noruego
- Patrick Bruun, L'Asie rencontre l'Europe (200 av. J.-C.- 500), Mémoires du Monde, vol. 3, Norden, Saint-Gall, 1995 ISBN 2-910648-09-5
- Knut Helle, Le Moyen Âge face aux nomades (1000-1300), Mémoires du Monde, vol. 5, Norden, Saint-Gall, 1995 ISBN 2-910648-03-6
- Jonas Lie, La famille de Gilje, L'Elan, Nantes, 2007 ISBN 978-2- 909027-71-5
- Anne B. Ragde, La terre des mensonges, Balland, París, 2009 ISBN 978-2- 35315-039-7
- Anne B. Ragde, La ferme des Neshov, Balland, París, 2010 ISBN 978-2-35315-068-7
- Anne B. Ragde, L'héritage impossible, Balland, París, 2010 ISBN 978-2-35315-082-3
- Anne B. Ragde, La tour d'arsenic, Balland, París, 2011 ISBN 978-2- 35315-136-3
- Niels Steensgaard, Les grandes découvertes (1350-1500), Mémoires du Monde, vol. 7, Norden, Saint-Gall, 1995 ISBN 2-910648-12-5
- Terje Stigen, "Voisins", in Voyage en Septentrion. Nouvelles nouvelles, París, 1991 ISBN 2-908835-08-8 ; repris dans Contes, récits, nouvelles. 6e / 5e. La vie dont vous êtes le héros, Magnard, 1992 ISBN 2-210-42510-7
- Terje Stigen, La cathédrale, en coll. avec Philippe Bouquet, Presses Universitaires de Caen, 2005 ISBN 2-84133-266-7
- Rudi Thomsen, La naissance des grandes cultures (1200-200 av. J.-C.), Mémoires du Monde, vol. 2, Norden, Saint-Gall, 1995 ISBN 2-910648-06-0
- Bjørg Vik, "Paysage côtier", in Voyage en Septentrion. Nouvelles nouvelles, París, 1991 ISBN 2-908835-08-8

del sueco
- Marianne Fredriksson, Inge et Mira, Ramsay, París, 2001 ISBN 2-84114-475-5 ; Ed. de la Seine, 2002 ISBN 978-2-7382-1626-7 ; Libra diffusio, 2003 ISBN 978-2-84492-093-5 ; J'ai lu, 2009 ISBN 978-2-290-32412-7
- Liza Marklund, Deadline. Les enquêtes d'Annika Bengtzon, en coll. avec Catherine Buscall, Ramsay, París, 2002 ISBN 2-84114-584-0 ; Le Livre de Poche ISBN 2-253-09070-0
- Liza Marklund, La Fondation Paradis, Le Masque, París, 2003 ISBN 2-7024-8098-5 ; Le Livre de Poche ISBN 2-253-17257-X
- Liza Marklund, Meurtre au château d'été, Le Masque, París, 2004 ISBN 2-7024-3209-3
- Moni Nilsson-Brännström, Le voyage scolaire, Bayard, París, 2006 ISBN 978-2-7470-1495-3
- Moni Nilsson-Brännström, Après le voyage scolaire, Bayard, París, 2007 ISBN 978-2-7470-1496-0
- Moni Nilsson, Pourquoi mon père porte de grandes chaussures, en coll. avec Annelie Jarl-Ireman, Bayard, París, 2011 ISBN 978-2-7470-3279-7
- Susanne Ringell, Chat enterré, Presses Universitaires de Caen, 2006 ISBN 2-84133-286-1
- Zachris Topelius, Le Tomte du château d'Åbo, en coll. avec Catherine Buscall, L'Elan, Nantes, 1999 ISBN 2-909027-40-6

del danés
- Hans Christian Andersen, "L'intrépide soldat de plomb", "Le briquet", “Le camarade de voyage“, "Le garçon porcher", "Les cygnes sauvages", in Mille ans de contes classiques, Milán, Toulouse, 2000 ISBN 2-7459-0134-6
- Hans Christian Andersen, "Les cygnes sauvages", "Les habits neufs de l'Empereur", in Contes d'ici et d'ailleurs, Milán & France-Loisirs, París, 2002 ISBN 2-7441-5847-X
- Hans Christian Andersen, "La princesse au petit pois", in Histoires de princes et princesses, Milán, Toulouse, 2002 ISBN 2-7459-0643-7
- Hans Christian Andersen, "La petite fille aux allumettes", in Noël. Le livre des contes, des poésies et des chansons, Milán, Toulouse, 2005 ISBN 2-7459-1959-8
- Hans Christian Andersen, "Le briquet", in Histoires de bons et mauvais génies, Milán, Toulouse, 2006 ISBN 2-7459-2184-3
- Hans Christian Andersen, "La princesse au petit pois", in Pirates, princesses et compagnie, Milán, Toulouse, 2010 ISBN 978-2-7459-4555-6
- Herman Bang, Katinka, Esprit Ouvert, Lausanne, 1989, réédition 2007 ISBN 2-88329-001-6
- Steen Steensen Blicher, Le Bonnetier, L'Elan, Nantes, 1994 ISBN 2-909027-15-5
- Karen Blixen, "Le laboureur", in La Nouvelle Revue Française, Gallimard, n° 428, París, 1988
- Karen Blixen, Les fils de rois et autres contes, en coll. avec Philippe Bouquet, Gallimard, París, 1989 ISBN 2-07-071248-6 ; Folio, 2011 ISBN 978-2-07-044042-9
- Karen Blixen, Les contes (en coll. avec Philippe Bouquet, et six autres traducteurs), Gallimard, 2007 ISBN 978-2-07-078235-2
- Lars Bo, L'oiseau de lune, Presses Universitaires de Caen, 1993 ISBN 2-905461-91-8
- Lars Bo, Une drôle de maison à Paris, Le Bois Debout, Caen, 1999 ISBN 2-912600-05-7
- Peter Brandt, "Illusions brisées", in Voyage en Septentrion. Nouvelles nouvelles, París, 1991 ISBN 2-908835-08-8
- Aina Broby, Je viens de Sibérie, M'sieur !, L'École des loisirs, París, 1991 ISBN 2-211-070-47-7
- Erik Juul Clausen, "De 8h55 à l'éternité", in Ecrivains danois d'aujourd'hui, La Nouvelle Revue Française, n° 514, Gallimard, París, 1995
- Erik Juul Clausen, "La jument de Sidsel", "Comme disparus sous terre", Le cadeau de Noël de Marie", "Le sablier", Le lit en acier chromé", in Linnées boréales, Presses Universitaires de Caen, 2001 ISBN 2-84133-162-8
- Vibeke Grønfeldt, "La forêt", in Ecrivains danois d'aujourd'hui, La Nouvelle Revue Française, n° 514, Gallimard, París, 1995
- Kirsten Hamman, Bannister, Presses Universitaires de Caen, 1998 ISBN 2-84133-066-4
- Carla et Vilhelm Hansen, Petzi, chasseur de trolls, en coll. avec Catherine Renaud, Pocket, 1995 ISBN 2-266-05811-8
- Christina Hesselholdt, L'unique, Presses Universitaires de Caen, 2000 ISBN 2-84133-127-X
- William Heinesen, Mère Pléiade, Esprit Ouvert, París, 1995 ISBN 2-88329-006-7
- William Heinesen, La marmite noire, en coll. avec Catherine Renaud, Le Passeur, Nantes, 1997 ISBN 2-907913-49-2
- William Heinesen, "Le couteau", in Europe, n° 887, París, 2003 ISBN 978-2-9101814-73-4
- Ludvig Holberg, Henrich et Pernille & Erasmus Montanus, Théâtrales, París, 2003 ISBN 2-84260-120-3
- Flemming Jarlskov, Coupe au carré, en coll. avec Catherine Renaud, L'Aube, La Tour d'Aigues, 1997 ISBN 2-87678-378-9 ; réédition 2006, ISBN 2-7526-0256-1
- Per Kirkeby, Rodin. La Porte de l'Enfer, L'Echoppe, Caen, 1992 ISBN 2-905657-91-1
- Ewald Tang Kristensen, La Cendrouse et autres contes du Jutland, José Corti, París, 1999 ISBN 2-7143-0698-5
- Bjarne Reuter, Le monde de Buster, L'École des loisirs, París, 1989 ISBN 2-211-03256-7
- Bjarne Reuter, Embrasse les étoiles, L'École des loisirs, París, 1989 ISBN 2-211-05424-2
- Bjarne Reuter, Oscar... à la vie à la mort, Hachette, París, 2000 ISBN 2-01-321791-9 ; réédition 2001 ISBN 2-01-321935.0
- Bjarne Reuter, Le fakir de Bilbao, Hachette, París, 2001 ISBN 2-01-321821-4 ; réédition 2004 ISBN 978-2-01-321821-5
- Ebbe Schiøler, Au lit, Pitchoun, Pocket, 1995 ISBN 2-266-05811-8
- Hanne Marie Svendsen, La pierre rouge, Pocket, París, 1995 ISBN 2-266-05798-7
- Pia Tafdup, "Dronningeporten (extraits)", in Deshima, Revue d’histoire globale des pays du Nord, n° 4, Université de Strasbourg, 2010 ISBN 978-2-35410-008-7
- Kirsten Thorup, La petite Jonna, Presses Universitaires de Caen, 2008 ISBN 978-2-84133-326-4
- Dorrit Willumsen, "Les ciseaux", in La Révolution mise à nu par ses écrivains, même, Europe, n° 715-716, París, 1988 ISSN 0014-2751
- Dorrit Willumsen, Marie. La vie romancée de Madame Tussaud, L'Arpenteur, Gallimard, París, 1989 ISBN 2-07-078008-2
- Dorrit Willumsen, "Un couple", in Voyage en Septentrion. Nouvelles nouvelles, París, 1991 ISBN 2-908835-08-8
- Dorrit Willumsen, Des vacances de chat, L'Elan, Nantes, 1999 ISBN 2-909027-39-2
- Dorrit Willumsen, Fifille. Une vie de chien, L'Elan, Nantes, 2003 ISBN 2-909027-51-1
- Jess Ørnsbo, Le club, Presses Universitaires de Caen, 1998 ISBN 2-84133-049-4